# Nagroda im. Witolda Lipskiego
Nagroda im. Witolda Lipskiego – nagroda dla młodych (do 35 roku życia) naukowców w zakresie informatyki, powstała z inicjatywy trzech polskich informatyków mieszkających za granicą: Krzysztofa Apta, Wiktora Marka i Mirosława Truszczyńskiego. Jej celem jest promowanie rozwoju informatyki w Polsce oraz upamiętnienie jej patrona, Witolda Lipskiego, wybitnego informatyka polskiego.
Nagroda została ustanowiona w 2005 w dwudziestą rocznicę przedwczesnej śmierci Lipskiego, przez Fundację Rozwoju Informatyki, przy współpracy z Polskim Towarzystwem Informatycznym i Polskim Stowarzyszeniem dla Maszyn Liczących.
W 2021 inicjatorzy nagrody wraz z Tomaszem i Celiną Imielińskimi, podjęli działania w celu poszerzenia zakresu nagrody tak by wyraźnie podkreślić wagę zastosowań informatyki. Doprowadziły one do pozyskania nowego sponsora, oraz do określenia dwóch obszarów tematycznych, w których nagroda jest przyznawana: informatyki teoretycznej i informatyki stosowanej. W związku z tymi zmianami w 2022 Fundacja Rozwoju Informatyki przekazała prowadzenie Nagrody Fundacji Kościuszkowskiej. Od 2024 Fundacja Kościuszkowska zatrzymała rolę fundatora Nagrody, przekazując w 2024 roku sprawy organizacyjne NSBR IDEAS w Warszawie, i docelowo od 2025 roku Instytutowi Badawczemu IDEAS.

## Laureaci
1. (2005) Piotr Sankowski[6]
2. (2006) Marcin Bieńkowski i Mikołaj Bojańczyk[7]
3. (2007) Łukasz Kowalik[8]
4. (2008) Dariusz Dereniowski i Marek Klonowski[9]
5. (2009) Adrian Kosowski i Filip Murlak[10]
6. (2010) Jarosław Byrka[11]
7. (2011) Paweł Parys[12]
8. (2012) Marek Cygan i Marcin Pilipczuk[13]
9. (2013) Paweł Gawrychowski[14]
10. (2014) Jakub Radoszewski[15]
11. (2015) Michał Pilipczuk[16]
12. (2016) Tomasz Gogacz i Michał Skrzypczak[17]
13. (2017) Jakub Nalepa[18]
14. (2018) Tomasz Kociumaka[19]
15. (2019) Michał Włodarczyk[20]
16. (2020) Krzysztof Nowicki[21]
17. (2021) Karol Węgrzycki[22]
18. (2022) Filip Mazowiecki - teoretyczne aspekty informatyki; Michał Koziarski i Mateusz Ostaszewski - zastosowania informatyki[23].
19. (2023) Adam Polak - teoretyczne aspekty informatyki; Michał Nowicki i Błażej Osiński - zastosowania informatyki[24].
20. (2024) Adam Karczmarz - teoretyczne aspekty informatyki; Krzysztof Kotowski i Maciej Wołczyk - zastosowania informatyki[25].